# IC 1460
IC 1460 ist eine elliptische Galaxie vom Hubble-Typ E2 im Sternbild Fische auf der Ekliptik. Sie ist schätzungsweise 333 Millionen Lichtjahre von der Milchstraße entfernt und hat einen Durchmesser von etwa 50.000 Lj. 

Im selben Himmelsareal befindet sich u. a. die Galaxie NGC 7422.
Das Objekt wurde am 9. Oktober 1891 von Stéphane Javelle entdeckt.